# Alosznia (rejon zalegoszczeński)
Alosznia (ros. Алёшня) – wieś (dieriewnia) w Rosji, w obwodzie orłowskim, w rejonie zalegoszczeńskim. W 2010 liczyła 493 mieszkańców.